# Žabeň
Žabeň (niem. Schaben) – wieś gminna w kraju morawsko-śląskim, w powiecie Frydek-Mistek w Czechach. Leży pomiędzy Ostrawą a Frydkiem-Mistkiem, w historycznym regionie Moraw (zobacz też Lasko), na lewym brzegu Ostrawicy. 
Miejscowość założona została jako Malý Sviadnov, wzmiankowany w 1388 jako Parvum Swenzer. Współczesna nazwa, pochodząca od żab, wzmiankowana po raz pierwszy w 1460 roku.